# Río Metztitlán
El río Metztitlán también conocido como río Tulancingo, río Venados y río Almolón; es una corriente de agua situada al oriente del estado de Hidalgo, México.

## Geografía
La corriente corre de sureste a noreste, se origina en los límites de Hidalgo con Puebla con los escurrimientos del cerro Tlachaloya formando el río Huistongo que y da origen al río chico de Tulancingo pasando por la presa La Esperanza. También se forma con los escurrimiento de Cuatsetsengo y la Paila, ambos forman el río San Lorenzo que al unirse con el río chico de Tulancingo, en la ciudad de Tulancingo da origen al río grande de Tulancingo.
El río continúa su curso formando la Barranca de Metztitlán, donde finalmente se une con el río San Sebastián, denominándose como el río Venados; y finalmente donde inicia el Distrito de Riego 08 Metztitlán tomando el nombre de río Metztitlán, el río pasa por la vega de Metztitlán y desemboca en la laguna de Metztitlán, pasando la laguna se le conoce como el río Almolón, finalmente las aguas llegan al río Amajac cerca del poblado San Juan Amajaque.